# Stigmochora variegata
Stigmochora variegata är en svampart som beskrevs av M.E. Barr & Hodges 1987. Stigmochora variegata ingår i släktet Stigmochora och familjen Phyllachoraceae.   Inga underarter finns listade i Catalogue of Life.